# 新界 (德克薩斯州)
新界（英語：New Territory）是美国德克萨斯州本德堡縣的一個普查规定居民点。
根據美國人口調查局的资料显示，新界總面積是13.2平方公里，其中13.1平方公里是地，0.1平方公里是水體。
新界屬於北美中部時區，標準時間是UTC-6，夏令時間是UTC-5。
根據2000年人口普查，新界的人口是13,861，人口密度是每平方公里1,060.3人。而根據2010年人口普查，新界的人口是15,186人，十年增長率是9.6%。